# Alexandru Athanasiu
Alexandru Athanasiu (né le 1er janvier 1955) à Bucarest est un juriste et homme d'État roumain. Il est Premier ministre de Roumanie par intérim en décembre 1999.

## Biographie
Il fait des études secondaires au Collège national Gheorghe Lazăr puis des études de droit à l'Université de Bucarest. De 1978 à 1982 il officie à la Cour d'appel de Bucarest. Après la Révolution roumaine de 1989 il rejoint le Parti social-démocrate roumain (PSDR) puis est élu député en 1992 et siège à la commission du travail et de la protection sociale. Il est nommé ministre du travail, de la famille et de la protection sociale dans le cabinet de Victor Ciorbea de 1996 à 1999. En 1999 il mène à bien la fusion du PSDR et du Parti social-démocrate (PDSR) pour former un nouveau parti le Parti social-démocrate (PSD). 
Le 13 décembre 1999, il est premier ministre par intérim jusqu'au 22 décembre 1999. En 2000 il est élu sénateur et siège à la commission des affaires étrangères. Il est observateur (2005-2006) puis membre du Parlement européen dans le groupe socialiste de janvier à décembre 2007. Il enseigne le droit au centre de droit social comparé à l'Université de Bucarest.

## Source
- (en) Cet article est partiellement ou en totalité issu de l’article de Wikipédia en anglais intitulé « Alexandru Athanasiu » (voir la liste des auteurs).